# Nissan Titan
Le Nissan Titan est un pick-up produit par le constructeur japonais Nissan depuis 2003, et destiné au marché nord-américain. Il est fabriqué à Canton, Mississippi, aux États-Unis.
De par ses dimensions et ses motorisations, le Titan se présente comme le concurrent direct des Ford F-150, Chevrolet Silverado et autre Dodge Ram.
Les États du centre-sud des États-Unis, ce qui inclut le Texas, représentent près de 25 % des ventes de Titan dans ce pays.

## Premières génération (2003 – 2015)
Le développement du Titan commença en septembre 1999, et le travail sur le design commença en 2000 sous la conduite de Diane Allen. Le design extérieur TA60 proposé par Giovanny Arroba fut choisi fin 2000, et la version définitive pour production fut gelée en juillet 2001.
Un aperçu du design de ce camion fut montré via le concept-car 2001 Alpha T présenté au salon de l'auto de Detroit de 2001, concept développé à partir de novembre 2000.
La production a commencé le 21 septembre 2003 et les ventes le 1er décembre 2003,. Le Titan utilisait la nouvelle plate-forme Nissan F-Alpha. Cette place-forme était aussi utilisée pour les VUS Nissan Armada et Infiniti QX56, tous trois manufacturés à Canton, Mississippi, États-Unis. La première génération Titan a été produite sans modification majeure jusqu'en 2015.

### Caractéristiques techniques

#### Modèles et équipement
Tous les modèles viennent de série avec un moteur de 5.6 litres, le VK56DE avec 32 soupapes qui produit 317ch et 305ch sur les modèles 2004–2006 et 385lbft de torque. La première génération du Titan vient équipée avec un châssis en échelle complètement caissonné et est disponible en propulsion ou en quatre roues motrices commandé par roulette couplée avec une transmission automatique cinq vitesses, la RE505A. Le système de freinage automatique à glissement limité (ABLS) est disponible sur toutes les Titan. La première génération est disponible en King Cab (cabine allongée) ou en crew cab avec un siège arrière pleine longueur, avec la cabine régulière peut être offert. Le King Cab a une boîte qui mesure 6ft7in, tandis que le crew cab à la boîte de 5ft7in. En 2008, un long empattement était offert avec soit une boîte de 8ft3in sur le King Cab ou une boîte de 7ft3in sur le crew cab. Il y avait originellement quatre niveaux de finition disponibles : le S, SV, Pro-4x, SE and LE. Les niveaux de finition SE and LE  sont par la suite remplacés par le niveau de finition luxueux SL. Le S était le modèle de base, le SV est le milieu de gamme avec plus de caractéristiques, le PRO-4X était la version orientée hors-route et le SL de haut niveau était offert avec des caractéristiques comme des roues de 20 pouces en équipement de série.

#### Équipement

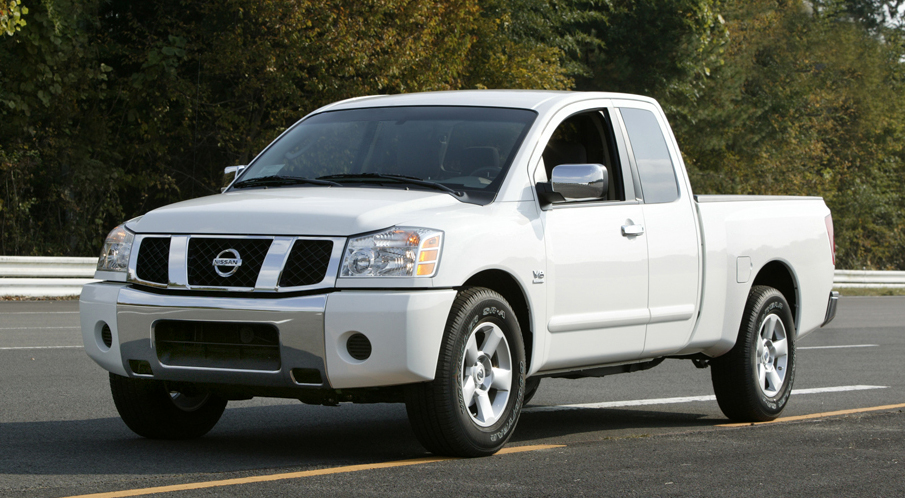
2005 Nissan Titan King Cab

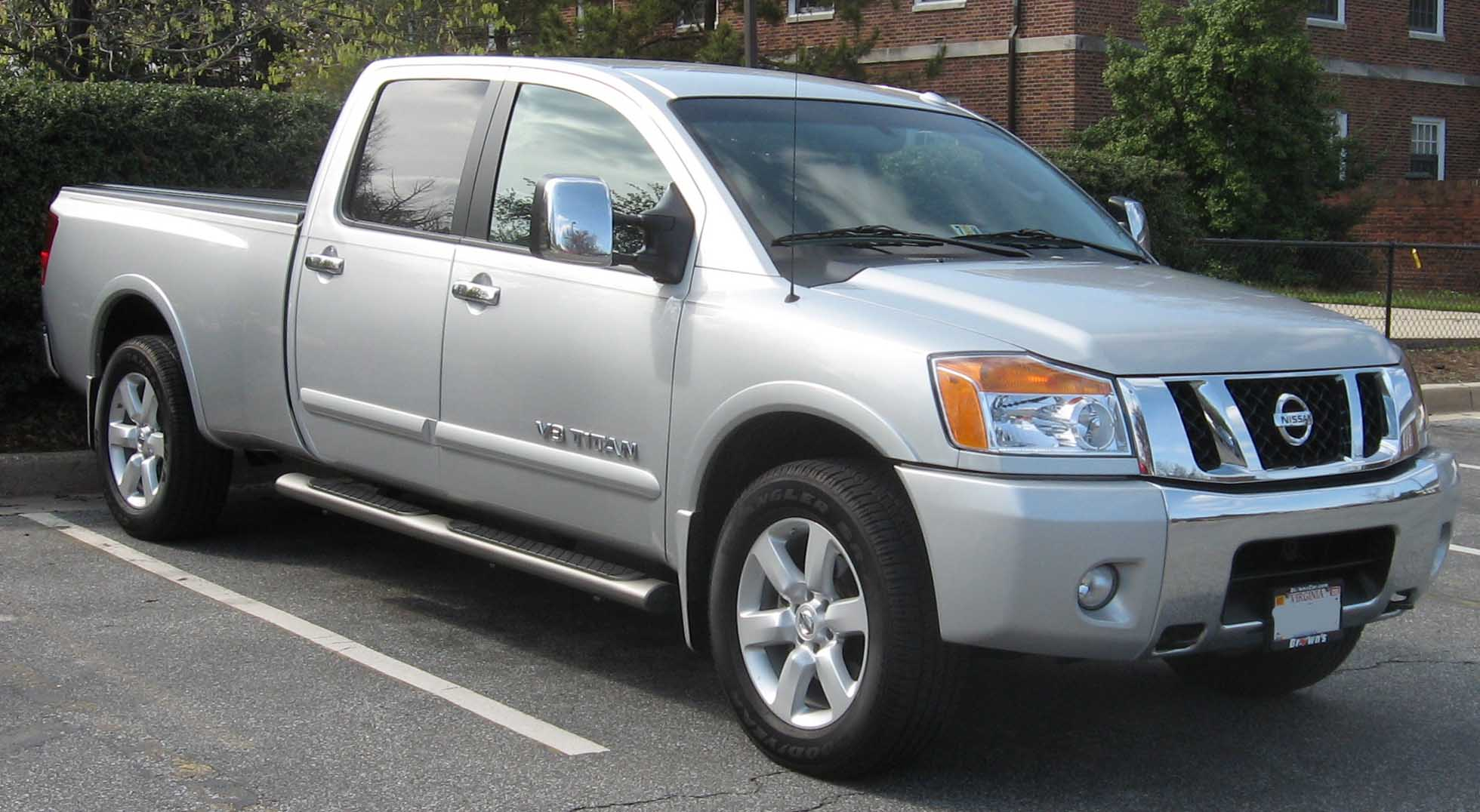
2008 Nissan Titan crew cab long bed

Les options disponibles sur la première génération incluaient :
- Bluetooth mains libres
- Système de navigation
- Lecteur de DVD avec écran
- cousins gonflables latéral
- Ensemble Pro-4X off-road
- Contrôle de stabilité
- Toit ouvrant
- Ensemble de remorquage intense avec une jauge de température de la transmission et des miroirs télescopiques
- XM Satellite Radio
- Sièges baquets en cuir électrique
- un système de rails Utili-Track pour boite
- Une boîte de rangement  barrable sur le côté de la boîte
- le siège conducteur est chauffant en cuir avec pommeau de transmission automatique sur la console
- Un système de sonar de recul
- Les vitres descendent automatiquement avec le porte-clés
- Les pédales ajustables électroniquement
- Véhicule avec essence flexible
- Les portes arrière du  king-cab ouvrent à 168 degrés

#### Sécurité
La première génération du Titan a eu une cote de cinq étoiles du National Highway Traffic Safety Administration pour collision frontale côté chauffeur et quatre étoiles pour collision frontale côté passager.
- Le contrôle dynamique du véhicule est de série sur les modèles 2010 et plus
- Les cousins gonflables côté et avant sont de série sur les modèles 2010 et plus
- Les freins antiblocages sont de série sur tous les modèles.